# Derek Jackson
Derek Charles Jackson jr. (Cleveland, 14 ottobre 1991) è un cestista statunitense.

## Palmarès
- Campionato austriaco: 1

Oberwart Gunners: 2015-2016
- Coppa d'Austria: 1

Oberwart Gunners: 2016